# 奥柯紫堇碱
奥柯紫堇碱是一种生物鹼，化学式C
21H
21NO
4，存在于库莽黄堇（Corydalis govaniana）、黄紫堇（Corydalis ochotensis）、北紫堇（Corydalis sibirica）等植物中。